# Black & What
 (mai 2017).
Si vous disposez d'ouvrages ou d'articles de référence ou si vous connaissez des sites web de qualité traitant du thème abordé ici, merci de compléter l'article en donnant les références utiles à sa vérifiabilité et en les liant à la section « Notes et références ».
Albums de Yannick Noah
Urban Tribu
(1993)
Singles
1. Saga Africa
Sortie : été 1991
2. Don't stay (Far away baby)
Sortie : 3 octobre 1991

Black & What est le premier album du chanteur français Yannick Noah, sorti le 3 mai 1991.

## Liste des titres
Toutes les chansons sont écrites et composées par Daisy Mac Neels, Milan Zdravkovic, Yannick Noah.
| 1.    | Don't stay (Far away baby)      | 3:29 |
| 2.    | What a different king of mummy  | 4:41 |
| 3.    | Yola                            | 3:59 |
| 4.    | My love is gone                 | 4:13 |
| 5.    | My friend Joe                   | 3:25 |
| 6.    | Night of blues                  | 3:58 |
| 7.    | Yelena                          | 3:31 |
| 8.    | Sad situation                   | 3:40 |
| 9.    | Balle à terre                   | 4:11 |
| 10.   | Daddy's friend                  | 5:01 |
| 11.   | Saga Africa (ambiance secousse) | 3:48 |
| 43:55 |                                 |      |